# Gente come noi (Nomadi)
Gente come noi è il 15º album in studio dei Nomadi, pubblicato nel 1991.

## Descrizione
Ultimo disco di inediti completato in studio da Augusto Daolio e dal bassista Dante Pergreffi e secondo col chitarrista Cico Falzone e il batterista Daniele Campani, contiene due brani per i quali viene girato un videoclip: Gli aironi neri e Ma noi no.
Musicalmente vicino alle sonorità del precedente Solo Nomadi, il disco rilancia il nome del complesso dopo anni vissuti ai margini della discografia italiana.
Dammi un bacio (Ligabue Antonio) è un brano dedicato al pittore naïf Antonio Ligabue.
Nonostante il titolo in italiano, nell'album è cantata da Augusto in dialetto.
Della stessa canzone uscirà nel febbraio del 1992 una versione, Dam un bes (Ligabue Antonio), con titolo in dialetto, ma testo italiano e che sarà lato B di un 45 giri realizzato in occasione della fiera del disco Vinilmania.
Salutami le stelle è il brano presentato dalla band alla commissione del Festival di Sanremo del 1991, che tuttavia non passa la selezione venendo insindacabilmente scartato.
Uno come noi è una canzone che trae origine dalle vicende del giugno di due anni prima consumatesi a Pechino, in piazza Tienanmen.
La data del 21 ottobre 1991 al Teatro Smeraldo di Milano verrà registrata e successivamente messa in commercio sotto forma di VHS intitolata Gente come noi - in concerto all'inizio degli anni '90.
Nella prima metà degli anni 2000 esce pure la versione in DVD.
Viene suonato tutto l'album ad eccezione di Ma noi no e di Cammina cammina.
Durante la tournée di supporto all'album che continua nel 1992, il 14 maggio, Dante Pergreffi perirà in un incidente d'auto. Al suo posto verrà così chiamata la diciannovenne Elisa Minari.
A distanza di soli cinque mesi, il 7 ottobre, anche il leader carismatico, voce ed immagine della band, Augusto Daolio soccomberà ad un male incurabile.
A questo disco è dedicato il libro Gente come noi (2012), scritto dal giornalista Antonio Ranalli ed edito dalla casa editrice No Reply nell'ambito della collana "Tracks" dedicata agli album fondamentali della musica italiana ed internazionale.
Nel 2016 esce per Warner Music Italia Gente come noi - 25th anniversary edition, una speciale versione dell'album curata dal collezionista Pietro G. Casarini. La ristampa esce in tre diversi formati: vinile azzurro con audio rimasterizzato e scaletta originale del 1991, edizione standard con un cd e un booklet da 24 pagine ed edizione deluxe da tre cd con tracce bonus, registrazioni live dal tour del 1991 e un booklet di 24 pagine. In quest'ultima edizione, il primo cd contiene l'album originale interamente rimasterizzato, arricchito da 6 tracce bonus: la versione in italiano di Dammi un bacio (Ligabue Antonio), intitolata Dam un bès (Ligabue Antonio) e le basi musicali originali dei brani Gli aironi neri, C'è un re, Uno come noi, Ma noi no! e Ma che film la vita. Il secondo e il terzo cd contengono, invece, Gente come noi in concerto, la registrazione interamente rimasterizzata del live al Teatro Smeraldo di Milano del 21 ottobre 1991 in cui, oltre ai loro classici, i Nomadi suonarono i brani di Gente come noi. Nel libretto di 24 pagine, le foto ufficiali d'epoca si alternano con altre assolutamente inedite, donate dai fan e scattate durante il tour 1991-1992.

## Tracce
1. Gli aironi neri – 4:39 (testo: Augusto Daolio – musica: Giuseppe Carletti e Odoardo Veroli)
2. Il serpente piumato – 3:33 (Gisberto Cortesi)
3. Ricordati di Chico – 3:26 (Gisberto Cortesi)
4. Dammi un bacio (Ligabue Antonio) – 4:00 (testo: Augusto Daolio – musica: Giuseppe Carletti e Odoardo Veroli)
5. C'è un re – 2:51 (testo: Augusto Daolio – musica: Giuseppe Carletti e Odoardo Veroli)
6. Salutami le stelle – 3:23 (testo: Augusto Daolio e Odoardo Veroli – musica: Giuseppe Carletti e Piero Milanesi)
7. Uno come noi – 4:07 (Gisberto Cortesi)
8. Ma noi no – 4:46 (testo: Augusto Daolio – musica: Giuseppe Carletti e Odoardo Veroli)
9. Ma che film la vita – 3:32 (testo: Augusto Daolio – musica: Giuseppe Carletti e Odoardo Veroli)
10. Colpa della Luna – 4:25 (testo: Augusto Daolio – musica: Giuseppe Carletti e Odoardo Veroli)
11. Cammina, cammina – 5:02 (testo: Augusto Daolio – musica: Giuseppe Carletti e Odoardo Veroli)

## Formazione
- Augusto Daolio – voce
- Beppe Carletti – tastiere
- Cico Falzone – chitarra
- Dante Pergreffi – basso
- Daniele Campani – batteria